# Reineta de Rececende
Reineta de Rececende es el nombre de una variedad cultivar de manzano (Malus domestica). Esta manzana es originaria de Galicia, está cultivada en la colección de árboles frutales y banco de germoplasma de Mabegondo con el Nº 334; ejemplares procedentes de esquejes localizados en Rececende parroquia del concello de Pontenova (Lugo).

## Sinónimos
- "Manzana Reineta de Rececende",[4][5]
- "Maceira Reineta de Rececende".

## Características
El manzano de la variedad 'Reineta de Rececende' tiene un vigor elevado. Tamaño grande y porte erguido.
Época de inicio de brotación a partir del 21 de abril y de floración a partir de 2 de mayo.
Las hojas tienen una longitud del limbo de tamaño medio, con la máxima anchura del limbo media. Longitud de las estípulas es media y la máxima anchura de las estípulas es desconocido. Denticulación del borde del limbo es serrado, con la forma del ápice del limbo mucronado y la forma de la base del limbo es obtuso. Con subestípulas ausentes.
Sus flores tienen una longitud de los pétalos media, anchura de los pétalos es ancha, disposición de los pétalos en contacto entre sí, con una longitud del pedúnculo media.
La variedad de manzana 'Reineta de Rececende' tiene un fruto de tamaño grande, de forma plana-globosa, de color bicolor, con chapa completa, e intensidad fuerte. Epidermis de textura desigual con pruina en su superficie, y con presencia de cera media. Sensibilidad al "russeting" (pardeamiento áspero superficial que presentan algunas variedades) poco sensible. Con lenticelas de tamaño mediano.
Los sépalos están dispuestos de forma variable, y superpuestos en su base; su fosa calicina es profunda de una anchura media. Pedúnculo de grosor medio y de longitud corto, siendo la cavidad peduncular de una profundidad poco profunda y de anchura media. Con pulpa de color amarilla, de firmeza es firme y textura intermedia; su jugosidad es media con sabor de acidez media, dulzor medio-bajo y aromática.
Época de maduración y recolección a partir del 8 de octubre. 'Reineta de Rececende' es una manzana de uso mixto que se utiliza como manzana de mesa y en la producción de sidra.

## Susceptibilidades
- Oidio: ataque débil
- Moteado: no presenta
- Raíces aéreas: no presenta
- Momificado: no presenta
- Pulgón lanígero: no presenta
- Pulgón verde: ataque medio
- Araña roja: no presenta
- Chancro del manzano: no presenta[3]